# Дворец Разумовского (Глухов)
Глуховский дворец Разумовского — гетманский дворец, основная часть которого построена в 1757 году, в пригороде Глухова Виригино. В своё время был хорошо охраняемым зданием. До конца так и не был достроен. В 1784 году уничтожен огнём.

## История
23 мая 1748 года в Глухове произошел пожар, который за считанные часы уничтожил почти всю городскую застройку и большинство укреплений. Указом Сената от 28 июня 1748 года предполагалось впервые на Украине отстроить город по единому регулярному плану с прямыми улицами и переулками. Отстраивать Глухов по приглашению Кирилла Разумовского прибыл архитектор из Санкт-Петербурга Андрей Квасов, который вместе с Иваном Мергасовым разработали в 1749 году план Глухова — проект гетманских «палат итальянской архитектуры» в стиле барокко и руководили последующей застройкой города. Предполагалось, что украшением столицы станет гетманский дворец. Согласно плану в городе была построена церковь, два пансионата для детей шляхетства, библиотека, оперный театр, а в пригороде Глухова Веригино — дворец гетмана.
Строительство дворца Разумовского началось в 1749 году и продолжалось довольно долго, вплоть до 1757 года. Новое сооружение, хотя и было деревянным, но не должно было уступать петербургским и московским. Образцом для гетманского дворца служил дворец в селе Перове под Москвой, который был запроектирован царским придворным архитектором Франческо Растрелли. Но новая конституция не отвечала переборчивому вкусу гетмана. Кирилл Разумовский писал в 1757 году канцлеру Михаилу Воронцову: «Гнусное место Глуховское, на котором я построился уже было и немало, и при том по сырости, низости и болотной земле почти уже деревянное строение, не впору строенное и скороспешно худыми плотниками и из мелкого лесу (…) до того меня напоследок привели, что единственно для здоровия, которое дом мой глуховский весьма повреждает, принужден нынешнего лета зачать каменный дом в Батурине». К большому сожалению, строительство дворца так и не было завершено. Он был уничтожен страшным пожаром в ночь с 7 на 8 августа 1784 года.
Планировка Глухова XVIII века сохранилось и поныне и легко узнается в современных узорах, образованных улицами, площадями, скверами и парками современного города.

## Описание дворца
Деревянный дворец принадлежал к стилистике европейского барокко, а конкретнее — к его динамичному направлению, к которому тяготело творчество Франческо Бартоломео Растрелли, и которому подражал Андрей Квасов, проектируя это сооружение. В здании дворца давали пиры, устраивали балы, концерты, ставили трагедии Шекспира и комедии Мольера, пасторали, действовал балет в котором выступали оперные певцы из Италии. Во дворце, как реликвия, хранилась одежда, в которой юный Разумовский пас скот — гетман любил показывать эти лохмотья высоким гостям.
При глуховском гетманском дворе была прекрасная библиотека и театр с которого начинался путь в большое искусство многих актеров и певцов, в частности Г. Головнина и М. Полторацкого. Здесь была построена придворцовая церковь и открыта певческая школа. Дворец Разумовского охраняла конная гвардия в зеленой форме.